# Tokyo International Forum
Il Tokyo International Forum (東京国際フォーラム?, Tōkyō Kokusai Fōramu) è un centro congressi multifunzionale sito a Chiyoda, Tokyo, in Giappone. Ideato dall'architetto Rafael Viñoly, l'edificio è stato inaugurato nel 1997 e sorge nel sito della vecchia sede del governo metropolitano di Tokyo.

## Storia
La costruzione dell'edificio fu commissionata dal governo di Tokyo nel 1986, in seguito alla decisione di trasferire la sua sede amministrativa da Yūrakuchō alla parte occidentale di Shinjuku, nel Palazzo del governo metropolitano di Tokyo, inaugurato nel 1991. Nel 1989 venne quindi indetto un bando a cui parteciparono 395 architetti provenienti da cinquanta paesi. Il concorso fu vinto da Rafael Viñoly, architetto di origini uruguayane che studiò in Argentina prima di trasferirsi negli Stati Uniti d'America. La struttura venne inaugurata nel 1997.

## Caratteristiche
Il Tokyo International Forum è un complesso civico che ospita spettacoli culturali ed eventi aziendali. È situato al nesso di quattro linee della metropolitana e due principali stazioni ferroviarie, la stazione di Tokyo e la stazione di Yūrakuchō. Consta di 11 piani (più 3 sotterranei) e si estende su un'area totale di 145.000 m².
L'edificio principale è alto 57,5 m e al suo interno trovano spazio 31 sale conferenze, un lounge e un ristorante. L'ampio atrio, la cui forma richiama quella di una nave, misura 207 m e 32 m in larghezza nel punto maggiore. La struttura esterna è caratterizzata da una copertura in vetro e acciaio.
L'edificio adiacente a quello principale ospita sette sale pensate per una varietà di scopi, come mostre, conferenze e concerti. La sala A dispone di 5.012 posti a sedere, che la rende la più grande del suo genere in Asia. La piazza tra i due edifici ospita anche mercatini e fiere di antiquariato.
È stata una delle sedi designate per ospitare i giochi di Tokyo 2020, nello specifico le gare di sollevamento pesi.